# Fallen (album Fields of the Nephilim)
Fallen – album zespołu Fields of the Nephilim wydany w 2002 roku bez akceptacji Carla McCoya.

## Konflikt z wytwórnią
Nagrywanie albumu rozpoczęto w 1998 roku, czyli w chwili reaktywacji zespołu, kiedy podpisano kontrakt z nową wytwórnią – Jungle Records. W składzie odnowionego Fields of the Nephilim zabrakło jedynie Petera Yatesa. Prace postępowały wolno, na tyle wolno, że w 2000 r. bracia Wright postanowili zająć się własnym projektem – Last Rites. Reszta zespołu zaszyła się w swoim studiu i szlifowała nagrania. Data premiery albumu była ciągle przekładana, wreszcie wytwórnia postanowiła wydać materiał w takim stanie w jakim posiadała i po pięciu latach oczekiwań, album Fallen trafił na półki sklepów 7 X 2002 r. Poprzedził go wydany miesiąc wcześniej singiel From the Fire.

W dniu wydania albumu na oficjalnej stronie zespołu ukazało się oświadczenie McCoya, iż wydany samowolnie przez Jungle Records materiał nie jest pełnoprawną płytą, a jedynie zbiorem niepełnych utworów bądź wersji demo. Wytwórnia zripostowała, iż było to dłużna fanom zespołu, którzy nazbyt długo czekali na nowe nagrania.
 Nieco światła rzucił na zamieszanie związane z Fallen wywiad, jakiego cztery lata później udzielił Tony Pettitt dla Music Towers. Wyznał, że Jungle Records była wtedy pod presją kontraktu z SPV. Kontraktu, którego nie mogła wypełnić z powodu ciągnących się w nieskończoność prac nad albumem. Wydała więc to, co miała.

## Muzyka
Autorem materiału na Fallen jest w głównej mierze Pettitt z pomocą McCoya. Reszta muzyków miała niewielki udział przy utworach "Darkcell A.D.", "Hollow doll", "One more nightmare".

Słuchając płyty, trudno oprzeć się wrażeniu, iż w większości rzeczywiście są to surowe wersje utworów. W dodatku całość jest nieumiejętnie zmiksowana: zmiany głośności i brak płynnych przejść między utworami. Jedynie wydane wcześniej na singlach From the Fire i One More Nightmare (Trees Come Down A.D.) brzmią kompletnie.

Mimo jakości nagrań album wydano w wersji winylowej i aż trzech wersjach kompaktowych: standardowej, limitowanej i ściśle limitowanej.

### Edycja podstawowa
Pojedyncza płyta wydana w standardowym pudełku (jewel-case):
1. Dead to the World (3:57)
2. From the fire (5:53)
3. Thirst (3:36)
4. Darkcell A.D. (3:52)
5. Subsanity (4:32)
6. Hollow doll (4:48)
7. Fallen (3:51)
8. Deeper (3:54)
9. Premonition (1:42)
10. One more nightmare (trees come down A.D.) (5:12)

### Edycja limitowana
Edycja dwupłytowa, wydana w formie digipaka
- cd 1: jak w edycji podstawowej
- cd 2 (25:41):

1. Endemoniada (6:15)
2. Last exit for the lost (8:05)
3. Dawnrazor (7:32)
4. The sequel (3:49)

wszystkie utwory bonusowe w wersjach koncertowych, nagrane w maju 1988 r. w Londynie, w Town & Country Club; pochodzą z zapisu video Forever Remain

### Edycja ściśle limitowana
Ta edycja wydana została w czarnym, zamszowym pudełku ze złoconymi literami. Obok płyty podstawowej zawierała 3 zdjęcia McCoya i Pettitta oraz singiel From the Fire – red edition.
- cd 2 (15:45):

1. From the fire (radio edit) (3:47)
2. Love under will (live) (6:10)
3. Laura (live) (5:48)

## Muzycy
- Carl McCoy
- Tony Pettitt
- Nod Wright
- Paul Wright
- Paul Miles
- Simon Rippin
- Cian Houchin